# Maria Carrilho
Maria Jesuína Carrilho Bernardo (25 de novembro de 1943 - 6 de fevereiro de 2022) foi uma política portuguesa.
Filiada ao Partido Socialista, serviu como deputada na Assembleia da República de 1995 a 1999 e novamente de 2005 a 2009. Ela também foi membro do Parlamento Europeu de 1999 a 2004.
Faleceu em Lisboa a 6 de fevereiro de 2022, aos 78 anos.